# 辺別川

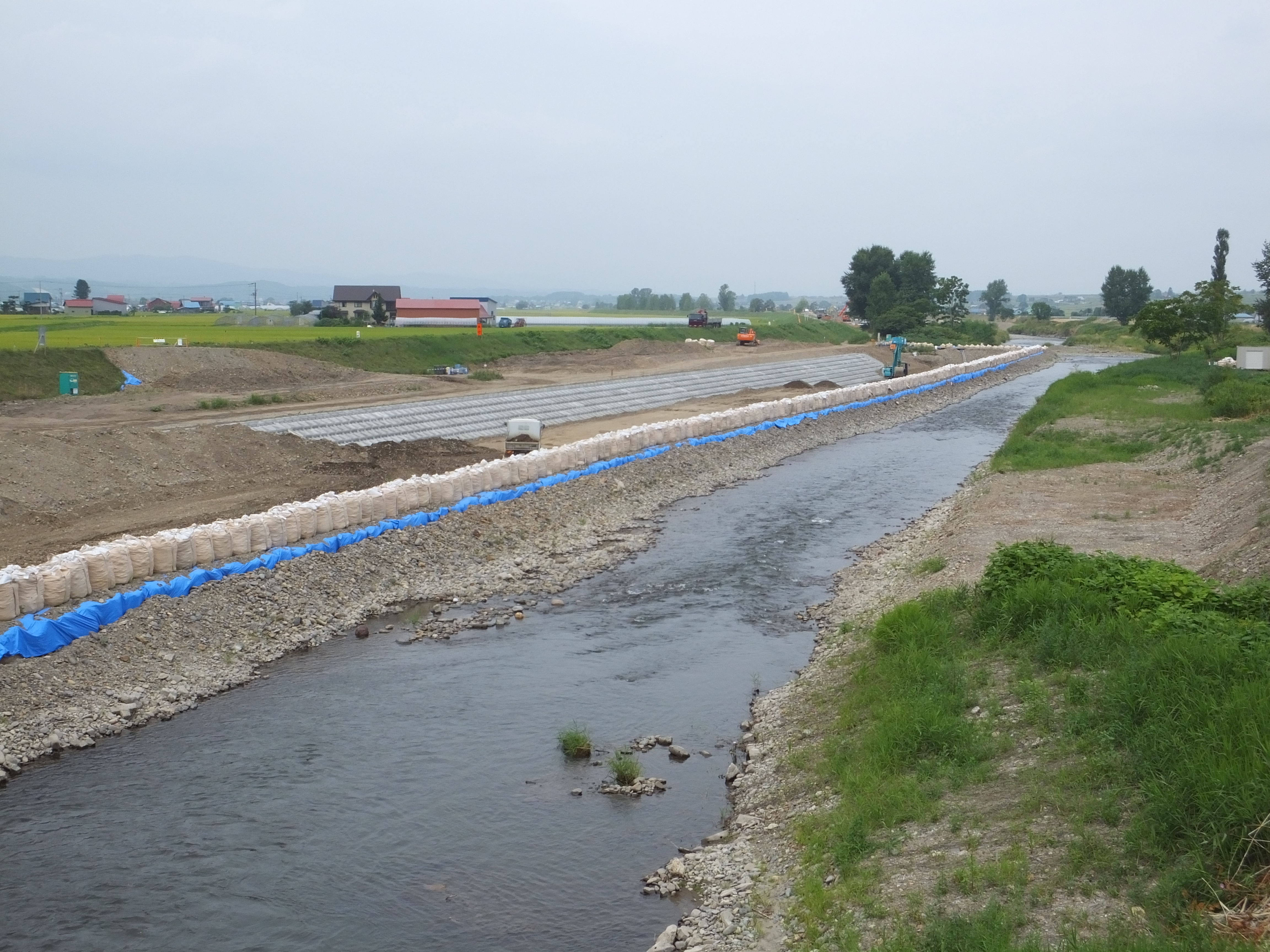
河川改修の進む辺別川（旭岡橋より下流方）

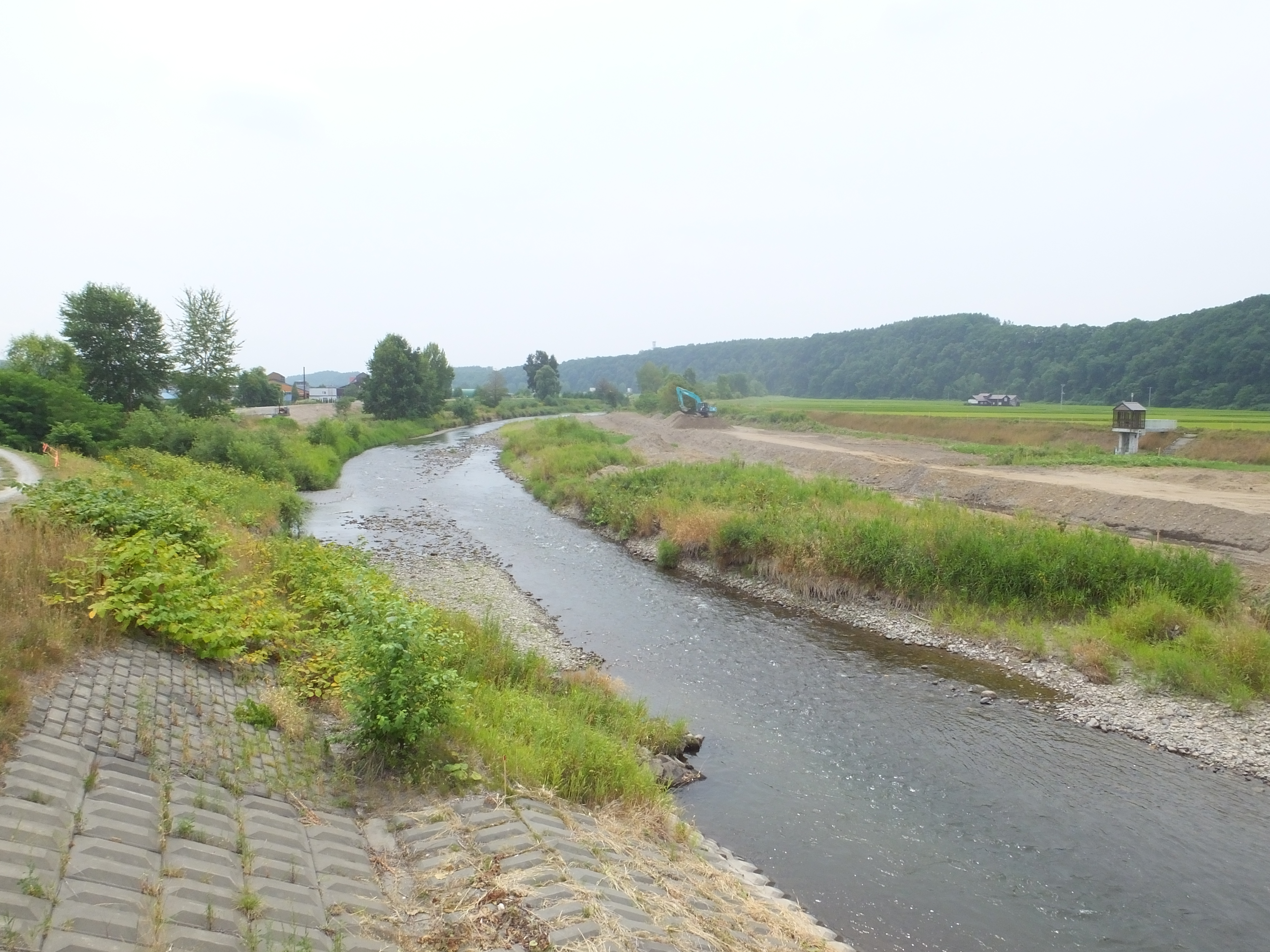
旭岡橋より上流方

辺別川（べべつがわ）は、北海道旭川市・上川郡美瑛町を流れる石狩川水系の一級河川。上川盆地の南端を流れる美瑛川最大の支流である。

## 地理
上川郡美瑛町、トムラウシ山の西に位置する三川台西方斜面に源を発し山崖部を下りてゆく。東側の中尾山及び上忠別山より複数の支流を合わせて流量を徐々に増やし、俵真布・朗根内の谷地を北西へ進む。丘を隔てて北側には忠別川、南側には宇莫別川が並流する。幸橋付近より北海道道213号天人峡美瑛線が並行し、以降は河口まで旭川市との境界となる。北美瑛駅付近より北へ流れを変え、JR富良野線・国道237号が並行する。辺別川橋付近で最大の支流である宇莫別川を合わせ、千代ヶ岡付近より上川盆地に入ってゆく。旭橋を越え、聖和西部の寿橋付近にて美瑛川に注ぐ。
流路延長47.5kmのうち、俵真布川合流地点より下流31.9kmが一級河川に指定されている。うち富良野線辺別川橋梁を境に上流22.2kmが道管理区間、下流9.7kmが国土交通省北海道開発局直轄区間。

### 名称の由来
アイヌ語の「ペ・ペッ」（水・川）に由来する。水量が豊富で流れが速い様子を表している。松浦武四郎の戊午日誌における「幾十条の枝川、網の如し」という記載にちなんで、いくつもの小川を集めて流れる様子を示す解釈もある。
なお並流する最大支流の宇莫別川は「ウ・パク・ペッ」（相・匹敵する・川）に由来し、辺別川本流に勝るとも劣らない流量であることを示している。

## 治水
辺別川は急流河川であり、出水等により短期間のうちに度々河道が変化している。原始河川の状態においては蛇行を繰り返して流れていたが、1963年（昭和38年）から1973年（昭和48年）にかけて堤防整備が行われた際に直線化の上河川幅が縮小された。そのため増水時には河岸浸食によるリスクが高く、1975年（昭和50年）8月洪水・1981年（昭和56年）8月洪水ではいずれも堤防が決壊し流域に甚大な被害をもたらした。この際に護岸整備が実施されて以来近年まで目立った氾濫被害は無かったものの、樹木が繁茂し流下能力が落ちてきたため2007年（平成19年）から2010年（平成22年）まで流路の樹木伐採が行われた。
長らく行われなかった河川改修は2008年（平成20年）度に開始され、堤防の整備及び河岸浸食対策工事が附帯工事含め2015年（平成27年）度完成予定で現在も続けられている。その最中である2011年（平成23年）9月には豪雨による長時間の出水で堤防の一部が流出する被害が発生しており、一層の整備進捗が望まれている。

## 主な橋
- 旭橋 - 国道452号（美瑛国道）
- 旭岡橋（あさひがおかはし）
- 千代ヶ岡橋
- 辺別川橋 - 国道237号（花人街道・富良野国道）
- 辺別川橋梁 - JR富良野線
- 美神橋 - 北海道道213号天人峡美瑛線
- 横牛橋 - 北海道道213号天人峡美瑛線
- 幸橋 - 北海道道213号天人峡美瑛線
- 九線橋
- 辺別川橋 - 北海道道1116号富良野上川線
- 上俵真布橋 - 北海道道718号忠別清水線

## 支流

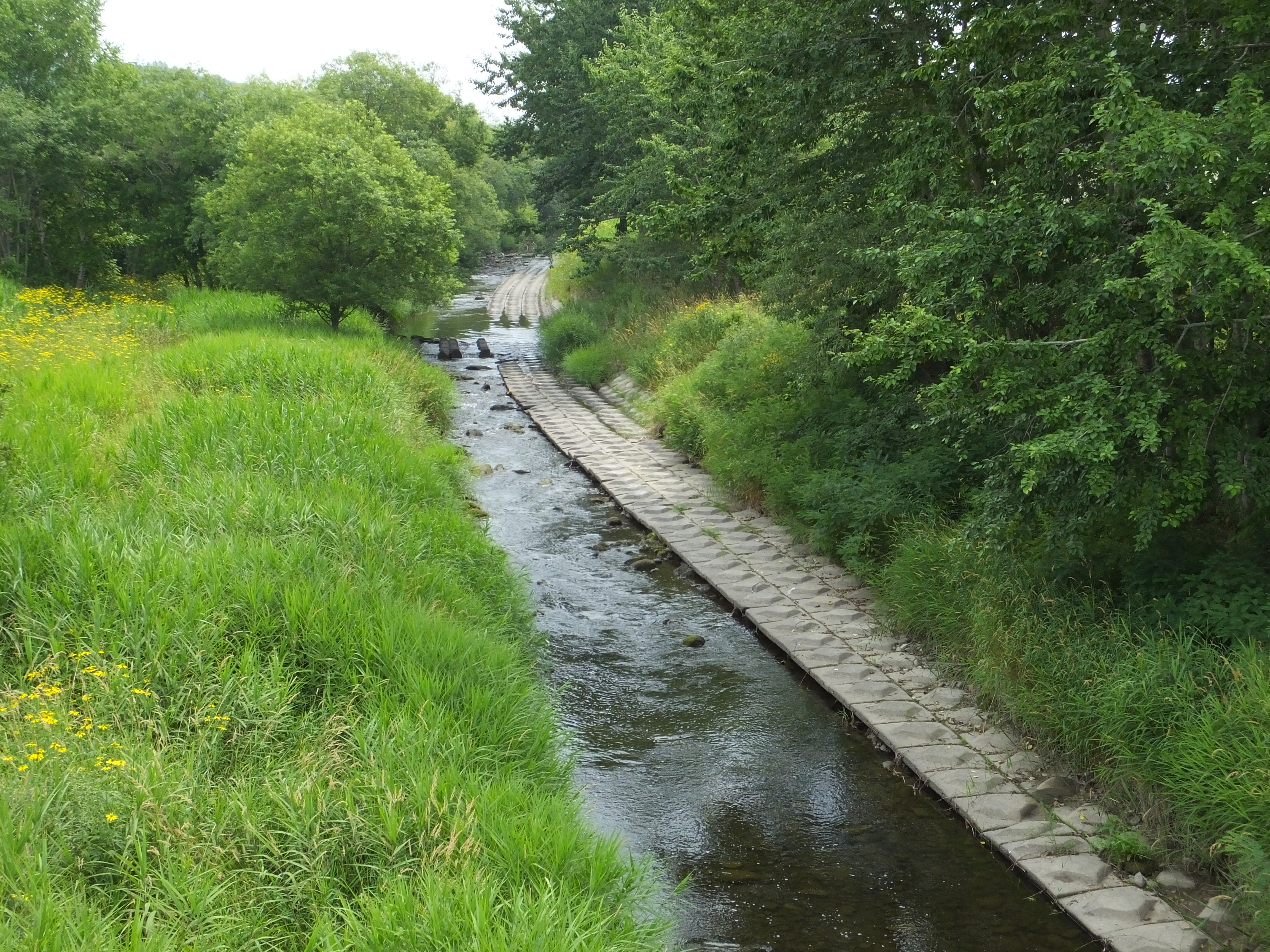
宇莫別川（宇莫別橋より上流方）

下流より記載、太字は一級河川
- 新区画川
- 千代ヶ岡川
- 宇莫別川
  - 下宇第三川
  - 沼崎川
  - クマノ沢川
  - 藤山川
  - 左の沢川
  - 右の沢川
    - ポン右の沢川

  - 丸山川
- 横山川
- 就実川
- 横牛川
  - 堀の沢川
    - ポン堀の沢川
- 朗根内川
- ポン俵真布川
- 俵真布川
- 15線川
- 十八線川
- 左股沢川
  - 右股沢川
  - 枯柴沢川
  - 雨月沢川
  - ポン左股沢川
- 辺別第一支川（中尾沢）
- 辺別第二支川
- ポン辺別川

## 参考資料
- 辺別川（旭川開発建設部治水課）
- 石狩川上流河川維持管理計画（平成24年3月・旭川開発建設部）
- 辺別川における洪水の特徴と今後の河道管理について（旭川開発建設部治水課）
- 辺別川における平成23年9月出水での被災について（旭川開発建設部治水課）